# واحد یک
واحد یک (به انگلیسی: Unit One) یک گروه بریتانیایی از هنرمندان مدرنیست بود که توسط پل نش تأسیس شد. این گروه شامل نقاشان، مجسمه سازان و معماران می‌شد که در سال ۱۹۳۳ به وجود آمد و تا ۱۹۳۵ فعال بود. برخی از اعضای این گروه عبارت بودند از، هنری مور، باربارا هپورث، بن نیکلسون (همسر باربارا هپورت) و پل نش. آنها کتابی نیز با همین نام منتشر کردند. هربرت رید سخنگوی این گروه بود.